# Mamia IV de Mingrélie
Mamia IV de Mingrélie (Mamia IV Dadiani géorgien : მამია IV დადიანი; mort en 1590) fut prince de Mingrélie, de la maison des Dadiani, de 1573 à 1578 puis de nouveau de 1582 jusqu'à sa mort. Il était le fils cadet Léon Ier Dadiani.
Le règne de Mamia Dadiani s'insère dans le contexte de la crise destructrice qui déchire les États successeurs du royaume de Géorgie et dans lequel les gouvernants de la Mingrélie, province située dans l'ouest de l'ancien royaume, jouent un rôle critique. Sa première accession au trône résulte d'un complot contre son propre frère ainé , Georges III Dadiani, avec lequel il se réconcilie ensuite en échange de domaines supplémentaires. Il accède ensuite régulièrement au trône après la mort de son frère, mais son règne est occupé par la guerre que mène son beau-frère le prince de Gourie et roi d'Iméréthie. Léon Ier d'Iméréthie, tombe entre les mains de  Mamia et meurt en captivité. Le Dadiani meurt lui-même avant d'avoir vu son protégé solidement établi sur le trône d'Imérthie et il a comme successeur son jeune frère Mamouka/Manuchar Dadiani.

## Première années et premier règne
Mamia IV Dadiani est le fils de Léon Ier Dadiani, prince de Mingrélie, et le frère cadet du successeur de ce dernier, Georges III Dadiani. Il épouse une fille du Gouriel Rostom, Prince de Gourie. En 1573 ou, selon l'historien Cyrille Toumanoff, en 1574 Mamia dépose son frère avec l'appui d'un vieil ennemi de Georges III Dadiani, son beau-frère Georges II Gourieli, prince de Gourie, et prend le contrôle de la Mingrélie. Georges Dadiani s'enfuit en Abkhazie et utilise les forces des Circassiens pour reprendre son trône, mais l'armée du Gouriel protège efficacement  Mamia. Georges III Dadiani, en désespoir de cause, sollicite la médiation du roi Georges II d'Iméréthie.
De ce fait la paix est rétablie sur la base de la restauration de Georges III  Dadiani et l'attribution à Mamia du fief de Sachilao, ancienne possession de la famille noble des  Chiladze,.

## Second règne
Mamia regagne le gouvernement de la Mingrélie après la mort de son frère en 1582 ; il incite le Gouriel à emprisonner le jeune fils de Georges III nommé Léon/Levan. Le garçon n'accepte pas son confinement et se tue en sautant d'une fenêtre pour tenter de s'échapper. L'ambitieux Dadiani exploire cet incident pour attaquer la Gourie en 1583. Georges III de Gourie est vaincu et s'enfuit à  Constantinople. Il réussit à rétablir son autorité sur sa principauté avec l'appui des Ottomans et dépose le Gouriel Vakhtang candidat au trône imposé par Mamia, en 1587,.
Mamia Dadiani tente alors d'étendre son influence à la cour d'Iméréthie. En 1586, il marie sa sœur Marekh au jeune roi, Léon Ier. En 1588, lorsque Léon est attaqué par le roi de Géorgie orientale Simon Ier de Karthli, Dadiani, préoccupé par son propre conflit avec le Gouriel, ignore l'appel à l'aide du roi. Léon une fois l'attaque refoulée se retourne contre le Dadiani. Mamia s'avance et défait le roi dans sa capitale, Koutaissi. Léon est capturé par son victorieux beau-frère et interné dans le château de Skhepi , où il meurt en 1590. Le Dadiani et le Gouriel soutiennent chacun leur candidats rivaux  au trône d'Iméréthie, respectivement Rostom et Bagrat. L'Iméréthie s'enfonce dans la guerre civile lorsque Mamia meurt en 1590, laissant comme successeur son jeune frère, Mamouka Ier,.